# Gruft der Vampire
Gruft der Vampire (Originaltitel: The Vampire Lovers) ist ein britischer Horrorfilm des Regisseurs Roy Ward Baker aus dem Jahr 1970 und basiert auf dem Roman Carmilla, der weibliche Vampir von Joseph Sheridan Le Fanu. Dieser Hammer-Film ist der erste Teil der sogenannten Karnstein-Trilogie, deren weitere Teile die Filme Nur Vampire küssen blutig (Lust for a Vampire) und Draculas Hexenjagd (Twins of Evil) sind. Die Erstaufführung in Deutschland fand am 24. Mai 1973 statt.

## Handlung
Die Steiermark im frühen 19. Jahrhundert: General von Spielsdorf und seine Familie nehmen Marcilla in Obhut. Laura, die Nichte des Generals, freundet sich mit Marcilla an. Bald wird Laura von Alpträumen heimgesucht, schließlich wird sie krank und stirbt. Marcilla verlässt das Haus des Generals.
Marcilla nennt sich nun Carmilla und wird dieses Mal von Mr. Morton aufgenommen. Carmilla freundet sich mit dessen Tochter Emma an. Auch Emma klagt über Alpträume, auf ihrer Brust werden zwei kleine Wunden entdeckt. Während die Erzieherin Mademoiselle Perrodot zu Carmillas Gespielin wird, sterben in der Umgegend mehrere junge Frauen. Der Butler des Hauses und ein Arzt schöpfen Verdacht. Die ganze Zeit über beobachtet ein Mann in Schwarz lächelnd das Geschehen.
Der Butler verdächtigt die Erzieherin, ein Vampir zu sein. Carmilla kann ihn überreden, den Knoblauch, mit dem er Emma umgeben hat, zu entfernen. Dann wird er von Carmilla getötet. Sie geht zu Emma, um mit ihr zu fliehen. Die Erzieherin bittet darum, mitgenommen zu werden. Carmilla tötet auch sie vor den Augen der entsetzten Emma. Carl, der junge Verehrer Emmas, rettet sie, indem er ein improvisiertes Kreuz vor sich hält, was Carmilla in die Flucht treibt. Carmilla versteckt sich in der Ruine ihres Familienschlosses.
General von Spielsdorf erreicht zusammen mit Baron von Hartog die Ruine. Hartog ist ein gnadenloser Vampirjäger, der den Tod seiner Schwester rächen will. Die Männer finden Carmillas Grab, die mit offenen Augen drin liegt. Der Baron schlägt ihr einen Pfahl ins Herz und köpft sie. Ein Porträt an der Wand, das vorher eine junge hübsche Carmilla zeigt, verwandelt sich in ein Bild mit einem Skelett.

## Kritiken
„Horror wie gehabt, doch diesmal auf lesbisch.“

„Die freizügigste Verfilmung von Sheridan Le Fanus’ Vampir-Roman ‚Carmilla‘ setzt weniger auf Horror als auf schwülstige Lesbenszenen.“

## Synchronisation
Der Film wurde bei der Hermes Synchron in Berlin vertont. Arne Elsholtz schrieb das Dialogbuch und führte die Dialogregie.
| Rolle                  | Schauspieler   | Synchronsprecher       |
| ---------------------- | -------------- | ---------------------- |
| Carmilla               | Ingrid Pitt    | Barbara Ratthey        |
| Emma Morton            | Madeline Smith | Rita Engelmann         |
| Mademoiselle Perrodot  | Kate O’Mara    | Inken Sommer           |
| General von Spielsdorf | Peter Cushing  | Friedrich Schoenfelder |
| Baron von Hartog       | Douglas Wilmer | Michael Chevalier      |
| Laura Spielsdorf       | Pippa Steele   | Dagmar Biener          |
| Carl Ebbhardt          | Jon Finch      | Thomas Danneberg       |
| Roger Morton           | George Cole    | Martin Hirthe          |
| Doktor                 | Ferdy Mayne    | Heinz Petruo           |
| Gräfin                 | Dawn Addams    | Eva Katharina Schultz  |
| Curt                   | Graham James   | Arne Elsholtz          |
| Gretchen               | Janet Key      | Marianne Lutz          |
| Renton                 | Harvey Hall    | Edgar Ott              |

## Hintergrund
- Ebenso wie Hammer-Urgestein Peter Cushing war auch Ferdy Mayne in einigen Vampirfilmen zu sehen. Seine bekannteste Rolle ist die des Graf von Krolock in Roman Polańskis Persiflage Tanz der Vampire.
- Jon Finch ist hier in seiner ersten Kinofilmrolle zu sehen.
- Für Madeline Smith war es der fünfte Kinofilm. Vorher war sie schon einmal in einem Vampirfilm der Hammer-Studios zu sehen, und zwar in Wie schmeckt das Blut von Dracula? an der Seite von Ralph Bates und Geoffrey Keen.
- Peter Cushing und Regisseur Roy Ward Baker arbeiteten insgesamt fünf Mal zusammen.
- Der Film war die einzige Co-Produktion zwischen der englischen Hammer Film Production und dem US-amerikanischen Independent-Studio AIP, das insbesondere durch Roger Cormans Edgar-Allan-Poe-Verfilmungen bekannt wurde.